# Jakub Wędrowycz
Jakub Wędrowycz – postać fikcyjna, główny bohater serii książek Andrzeja Pilipiuka, parodiujących gatunek fantasy. Po raz pierwszy pojawił się w opublikowanym w 1996 na łamach „Feniksa” opowiadaniu Hiena. W latach 2001–2022 nakładem lubelskiego wydawnictwa Fabryka Słów ukazało się dziesięć tomów przygód Jakuba, zawierających liczne opowiadania, nowele i krótką powieść:
- Kroniki Jakuba Wędrowycza
- Czarownik Iwanow
- Weźmisz czarno kure...
- Zagadka Kuby Rozpruwacza
- Wieszać każdy może
- Homo bimbrownikus
- Trucizna
- Konan Destylator
- Karpie bijem
- Faceci w gumofilcach
- Wojsławicka masakra kosą łańcuchową

Postać Jakuba Wędrowycza pojawia się też w szkicu Norweskiego dziennika, a także w serii o kuzynkach Kruszewskich oraz książkach o Panu Samochodziku – innych utworach Andrzeja Pilipiuka.

## Cechy charakterystyczne
Jakub Wędrowycz jest pijakiem, wiejskim egzorcystą, bimbrownikiem i kłusownikiem. Często wdaje się w awantury oraz, wypełniając wolę swoich przodków, regularnie likwiduje przedstawicieli wrogiego rodu – Bardaków. Jest postacią odrażającą ze względu na swój wygląd, zapach i brak kultury osobistej. Czas spędza na piciu alkoholu w towarzystwie równie odrażających znajomych. Z racji posiadania nadnaturalnych zdolności dokonuje też eksterminacji duchów, wampirów, utopców, zombie oraz innych istot fantastycznych. W wolnych chwilach odczynia uroki, zdejmuje klątwy, a nawet kilka razy podejmuje się ratowania ludzkości. Wszystkie zadania wykonuje pod wpływem alkoholu, przedkładając prymitywną siłę fizyczną i cwaniactwo nad subtelniejsze metody rozwiązania konfliktów.
W postaci Wędrowycza zobrazowane są polskie wady, przywary i stereotypy – które jednak ostatecznie zapewniają mu przewagę nad przeciwnikami.

## Rodzina i pochodzenie
Istnienie rodu Wędrowyczów zostało po raz pierwszy udokumentowane w XVII wieku. Na początku XX wieku dziadek Jakuba wymienił rodzinny majątek na złote ruble i wyruszył do Szwajcarii, aby zdeponować je w jednym z tamtejszych banków. Nigdy nie wrócił (pieniądze zakopał i nie zdążył ich wydobyć przed śmiercią) przez co Wędrowyczowie zaczęli żyć w biedzie.
Jakub (ur. 1904 r.) jest synem Pawło Wędrowycza, koronowanego w 1911 (prawdopodobny błąd, gdyż akcja miała miejsce podczas zatonięcia Titanica, czyli w 1912) na króla bimbrowników Stanów Zjednoczonych. Pawło zrezygnował jednak z tego tytułu na rzecz Szwajcara, Hansa Zweischnapsa.  Pół roku po zakończeniu II wojny światowej Wędrowycz poślubił asystentkę chełmskiego chiromanty, Helenę (na którą padła rzucona przez Światowida klątwa wiecznego snu). Ma syna Marka, synową Małgorzatę, wnuka Macieja i prawnuka Piotra. Mieszka w Starym Majdanie koło Wojsławic, w okolicach Chełma.

## Przyjaciele
Wędrowycz posiada nietypowych przyjaciół, jak choćby Semena Korczaszkę, ponadstuletniego Kozaka, weterana wojny mandżurskiej i białogwardzistę wciąż przywiązanego do carskich tradycji. Pozostali znajomi Jakuba to m.in. Józef Paczenko, Tomasz Cieśluk, Jan Grądkowski, Paweł Skorliński i ksiądz Wilkowski.

## Zawód
Odebrał podstawowe wykształcenie – trzy klasy podstawówki za czasów cara. Utrzymuje, iż cierpi na analfabetyzm, mimo że umie pisać i czytać zarówno cyrylicą, jak i po polsku.
Przez samego siebie nazywany jest najlepszym cywilnym egzorcystą w kraju. W opinii publicznej uważany jest za hienę cmentarną z uwagi na rozkopywanie grobów, którego dopuszcza się ze względu na wykonywany zawód. Świadczy także bardziej prozaiczne usługi, jak zdejmowanie uroków z inwentarza czy wypędzanie złego ducha z niepokornych młodzieńców. Dorywczo zajmuje się kłusownictwem, utrzymując, że prawo do polowania w pobliskich lasach nadał mu jeszcze car. W wolnych chwilach produkuje bimber oraz spożywa alkohol. 
Podczas okupacji niemieckiej Jakub i Semen działali w owianym złą sławą, niezależnym oddziale partyzanckim kapitana Wypruwacza złożonym w większości z pitekantropów. Wędrowycz prowadził walkę z siłami Waffen-SS i likwidował zdrajców.

## Śmierć i reinkarnacja
Jakub zmarł od przedawkowania alkoholu. Data śmierci jest opisana dość enigmatycznie, wiadomo jednak, iż zgon nastąpił ok. 80 lat po śmierci ojca Jakuba, Pawło Wędrowycza. Początkowo straszył jako duch w wojsławickiej knajpie, jednak egzorcyzm po łacinie odprawiony przez miejscowego proboszcza skutecznie odesłał Wędrowycza w zaświaty. Rada złożona ze św. Piotra i Lucyfera zadecydowała, że najlepszym wyjściem będzie reinkarnacja trwale odizolowująca Jakuba od alkoholu.
W roku 2137 w Kalifacie Eurabii nieprawdopodobnie już stary Semen Korczaszko odnalazł w końcu kolejne wcielenie Jakuba: Jakoba, syna szejka Muhammeda. Razem opracowali unikatowy sposób, by osobiście całkowicie unicestwić alkohol – według Koranu dzieło szatana. W tym przypadku oznaczało to kolejne stany upojenia alkoholowego u obu przyjaciół.